# Équipe d'Italie de football au Championnat d'Europe 2020
Cet article relate le parcours de l'équipe d'Italie de football lors du Championnat d'Europe 2020 organisé dans 11 grandes villes d'Europe du 11 juin au 11 juillet 2021.
La Squadra Azzurra remporte la compétition, son 2e titre après l'Euro 1968.

## Maillots
Le 31 août 2020, Puma présente le maillot domicile de l'Italie. Sur une base bleue, il est agrémenté de motifs floraux empruntés à l’époque historique de la Renaissance.
Le 22 avril 2021, le maillot extérieur est dévoilé à son tour. Imaginée autour d’une nouvelle conception graphique minimaliste, la tenue de rechange de l’Italie est construite autour d’une base blanche et surtout agrémentée par une disposition innovante des logos. En effet, le blason de la sélection et le logo de Puma surmontent désormais le mot « Italia » lui-même encadré par une bande de couleurs où l’on retrouve le vert et le rouge. Pour compléter cela, le blason de la fédération se retrouve embossé en ton sur ton sur l’ensemble de la tenue.

## Qualifications
| Rang | Équipe                 | Pts | J  | G  | N | P | Bp | Bc | Diff |  | Résultats (▼ dom., ► ext.) |     |     |     |     |     |     |
| ---- | ---------------------- | --- | -- | -- | - | - | -- | -- | ---- |  | -------------------------- | --- | --- | --- | --- | --- | --- |
| 1    | Italie                 | 30  | 10 | 10 | 0 | 0 | 37 | 4  | +33  |  | Italie                     |     | 2-0 | 2-0 | 2-1 | 9-1 | 6-0 |
| 2    | Finlande               | 18  | 10 | 6  | 0 | 4 | 16 | 10 | +6   |  | Finlande                   | 1-2 |     | 1-0 | 2-0 | 3-0 | 3-0 |
| 3    | Grèce                  | 14  | 10 | 4  | 2 | 4 | 12 | 14 | -2   |  | Grèce                      | 0-3 | 2-1 |     | 2-1 | 2-3 | 1-1 |
| 4    | Bosnie-Herzégovine (B) | 13  | 10 | 4  | 1 | 5 | 20 | 17 | +3   |  | Bosnie-Herzégovine (B)     | 0-3 | 4-1 | 2-2 |     | 2-1 | 5-0 |
| 5    | Arménie                | 10  | 10 | 3  | 1 | 6 | 14 | 25 | -11  |  | Arménie                    | 1-3 | 0-2 | 0-1 | 4-2 |     | 3-0 |
| 6    | Liechtenstein          | 2   | 10 | 0  | 2 | 8 | 2  | 31 | -29  |  | Liechtenstein              | 0-5 | 0-2 | 0-2 | 0-3 | 1-1 |     |

- Sélection directement qualifiée pour l'Euro 2020

## Phase finale

### Effectif
NB : Les âges et les sélections sont calculés au début de l'Euro 2020, le 11 juin 2021.

### Premier tour
| v · m | Équipe         | Pts | J | G | N | P | Bp | Bc | Diff |
| ----- | -------------- | --- | - | - | - | - | -- | -- | ---- |
| 1     | Italie         | 9   | 3 | 3 | 0 | 0 | 7  | 0  | +7   |
| 2     | Pays de Galles | 4   | 3 | 1 | 1 | 1 | 3  | 2  | +1   |
| 3     | Suisse         | 4   | 3 | 1 | 1 | 1 | 4  | 5  | -1   |
| 4     | Turquie        | 0   | 3 | 0 | 0 | 3 | 1  | 8  | -7   |

#### Turquie - Italie
| Match 1 (match d'ouverture) | Turquie | 0 - 3   | Italie                                                                              | Stadio Olimpico, Rome                                                      |                                                                            |
| 11 juin 2021 21h00          |         | (0 - 0) | 53e (csc) Demiral (Berardi ) · 66e Immobile (Spinazzola ) · 79e Insigne (Immobile ) | Spectateurs : 12 916 Arbitrage : Danny Makkelie Arbitre vidéo : Kevin Blom | Spectateurs : 12 916 Arbitrage : Danny Makkelie Arbitre vidéo : Kevin Blom |
| 11 juin 2021 21h00          | Rapport |         |                                                                                     | Spectateurs : 12 916 Arbitrage : Danny Makkelie Arbitre vidéo : Kevin Blom | Spectateurs : 12 916 Arbitrage : Danny Makkelie Arbitre vidéo : Kevin Blom |

| Turquie | Italie |

| TURQUIE :       |    |                   |     |     |
|                 |    |                   |     |     |
| Gardien de but  | 23 | Uğurcan Çakır     |     |     |
|                 | 13 | Umut Meraş        |     |     |
|                 | 4  | Çağlar Söyüncü    | 88e |     |
|                 | 3  | Merih Demiral     |     |     |
|                 | 2  | Zeki Çelik        |     |     |
|                 | 5  | Okay Yokuşlu      |     | 65e |
|                 | 10 | Hakan Çalhanoğlu  |     |     |
|                 | 11 | Yusuf Yazıcı      |     | 46e |
|                 | 6  | Ozan Tufan        |     | 64e |
|                 | 9  | Kenan Karaman     |     | 76e |
|                 | 17 | Burak Yılmaz      |     |     |
| Remplaçants :   |    |                   |     |     |
|                 | 7  | Cengiz Ünder      |     | 46e |
|                 | 22 | Kaan Ayhan        |     | 64e |
|                 | 21 | İrfan Can Kahveci |     | 65e |
|                 | 26 | Halil Dervişoğlu  | 90e | 76e |
| Sélectionneur : |    |                   |     |     |
| Şenol Güneş     |    |                   |     |     |

| ITALIE :        |    |                       |  |     |
|                 |    |                       |  |     |
| Gardien de but  | 21 | Gianluigi Donnarumma  |  |     |
|                 | 4  | Leonardo Spinazzola   |  |     |
|                 | 3  | Giorgio Chiellini     |  |     |
|                 | 19 | Leonardo Bonucci      |  |     |
|                 | 24 | Alessandro Florenzi   |  | 46e |
|                 | 5  | Manuel Locatelli      |  | 74e |
|                 | 8  | Jorginho              |  |     |
|                 | 18 | Nicolò Barella        |  |     |
|                 | 10 | Lorenzo Insigne       |  | 81e |
|                 | 17 | Ciro Immobile         |  | 81e |
|                 | 11 | Domenico Berardi      |  | 85e |
| Remplaçants :   |    |                       |  |     |
|                 | 2  | Giovanni Di Lorenzo   |  | 46e |
|                 | 16 | Bryan Cristante       |  | 74e |
|                 | 14 | Federico Chiesa       |  | 81e |
|                 | 9  | Andrea Belotti        |  | 81e |
|                 | 20 | Federico Bernardeschi |  | 85e |
| Sélectionneur : |    |                       |  |     |
| Roberto Mancini |    |                       |  |     |

| Assistants : Hessel Steegstra Jan de Vries Quatrième arbitre : Stéphanie Frappart Homme du match : Leonardo Spinazzola |

#### Italie - Suisse
| Match 15           | Italie                                                                      | 3 - 0   | Suisse | Stadio Olimpico, Rome                                                                |                                                                                      |
| 16 juin 2021 21h00 | ( Berardi) Locatelli 26e · ( Barella) Locatelli 52e · ( Tolói) Immobile 89e | (1 - 0) |        | Spectateurs : 12 445 Arbitrage : Sergei Karasev Arbitre vidéo : Bastian Dankert (en) | Spectateurs : 12 445 Arbitrage : Sergei Karasev Arbitre vidéo : Bastian Dankert (en) |
| 16 juin 2021 21h00 | Rapport                                                                     |         |        | Spectateurs : 12 445 Arbitrage : Sergei Karasev Arbitre vidéo : Bastian Dankert (en) | Spectateurs : 12 445 Arbitrage : Sergei Karasev Arbitre vidéo : Bastian Dankert (en) |

| Italie | Suisse |

| ITALIE :        |    |                      |     |
|                 |    |                      |     |
| Gardien de but  | 21 | Gianluigi Donnarumma |     |
|                 | 4  | Leonardo Spinazzola  |     |
|                 | 3  | Giorgio Chiellini    | 24e |
|                 | 19 | Leonardo Bonucci     |     |
|                 | 2  | Giovanni Di Lorenzo  |     |
|                 | 5  | Manuel Locatelli     | 86e |
|                 | 8  | Jorginho             |     |
|                 | 18 | Nicolò Barella       | 87e |
|                 | 10 | Lorenzo Insigne      | 69e |
|                 | 17 | Ciro Immobile        |     |
|                 | 11 | Domenico Berardi     | 70e |
| Remplaçants :   |    |                      |     |
|                 | 15 | Francesco Acerbi     | 24e |
|                 | 14 | Federico Chiesa      | 69e |
|                 | 25 | Rafael Tolói         | 70e |
|                 | 12 | Matteo Pessina       | 86e |
|                 | 16 | Bryan Cristante      | 87e |
| Sélectionneur : |    |                      |     |
| Roberto Mancini |    |                      |     |

| SUISSE :          |    |                   |     |     |
|                   |    |                   |     |     |
| Gardien de but    | 1  | Yann Sommer       |     |     |
|                   | 5  | Manuel Akanji     |     |     |
|                   | 22 | Fabian Schär      |     | 58e |
|                   | 4  | Nico Elvedi       |     |     |
|                   | 13 | Ricardo Rodríguez |     |     |
|                   | 10 | Granit Xhaka      |     |     |
|                   | 8  | Remo Freuler      |     | 84e |
|                   | 2  | Kevin Mbabu       |     | 58e |
|                   | 23 | Xherdan Shaqiri   |     | 76e |
|                   | 7  | Breel Embolo      | 79e |     |
|                   | 9  | Haris Seferović   |     | 46e |
| Remplaçants :     |    |                   |     |     |
|                   | 19 | Mario Gavranović  | 49e | 46e |
|                   | 14 | Steven Zuber      |     | 57e |
|                   | 3  | Silvan Widmer     |     | 58e |
|                   | 11 | Ruben Vargas      |     | 76e |
|                   | 15 | Djibril Sow       |     | 84e |
| Sélectionneur :   |    |                   |     |     |
| Vladimir Petković |    |                   |     |     |

| Assistants : Igor Demeshko Maksim Gavrilin Quatrième arbitre : Michael Oliver Homme du match : Manuel Locatelli |

#### Italie - Pays de Galles
| Match 25           | Italie                  | 1 - 0   | Pays de Galles | Stadio Olimpico, Rome                                                     |                                                                           |
| 20 juin 2021 18h00 | ( Verratti) Pessina 39e | (1 - 0) |                | Spectateurs : 11 541 Arbitrage : Ovidiu Hațegan Arbitre vidéo : Paweł Gil | Spectateurs : 11 541 Arbitrage : Ovidiu Hațegan Arbitre vidéo : Paweł Gil |
| 20 juin 2021 18h00 | Rapport                 |         |                | Spectateurs : 11 541 Arbitrage : Ovidiu Hațegan Arbitre vidéo : Paweł Gil | Spectateurs : 11 541 Arbitrage : Ovidiu Hațegan Arbitre vidéo : Paweł Gil |

| Italie | Pays de Galles |

| ITALIE :        |    |                       |     |     |
|                 |    |                       |     |     |
| Gardien de but  | 21 | Gianluigi Donnarumma  |     | 89e |
|                 | 13 | Emerson               |     |     |
|                 | 23 | Alessandro Bastoni    |     |     |
|                 | 19 | Leonardo Bonucci      |     | 46e |
|                 | 25 | Rafael Tolói          |     |     |
|                 | 6  | Marco Verratti        |     |     |
|                 | 8  | Jorginho              |     | 75e |
|                 | 12 | Matteo Pessina        | 79e | 87e |
|                 | 20 | Federico Bernardeschi |     | 75e |
|                 | 9  | Andrea Belotti        |     |     |
|                 | 14 | Federico Chiesa       |     |     |
| Remplaçants :   |    |                       |     |     |
|                 | 15 | Francesco Acerbi      |     | 46e |
|                 | 16 | Bryan Cristante       |     | 75e |
|                 | 22 | Giacomo Raspadori     |     | 75e |
|                 | 7  | Gaetano Castrovilli   |     | 87e |
| Gardien de but  | 1  | Salvatore Sirigu      |     | 89e |
| Sélectionneur : |    |                       |     |     |
| Roberto Mancini |    |                       |     |     |

| PAYS DE GALLES : |    |                |     |     |
|                  |    |                |     |     |
| Gardien de but   | 12 | Danny Ward     |     |     |
|                  | 15 | Ethan Ampadu   | 55e |     |
|                  | 6  | Joe Rodon      |     |     |
|                  | 2  | Chris Gunter   | 79e |     |
|                  | 3  | Neco Williams  |     | 86e |
|                  | 16 | Joe Morrell    |     | 60e |
|                  | 7  | Joe Allen      | 51e | 86e |
|                  | 14 | Connor Roberts |     |     |
|                  | 20 | Daniel James   |     | 74e |
|                  | 10 | Aaron Ramsey   |     |     |
|                  | 11 | Gareth Bale    |     | 86e |
| Remplaçants :    |    |                |     |     |
|                  | 13 | Kieffer Moore  |     | 60e |
|                  | 8  | Harry Wilson   |     | 74e |
|                  | 19 | David Brooks   |     | 86e |
|                  | 4  | Ben Davies     |     | 86e |
|                  | 23 | Dylan Levitt   |     | 86e |
| Sélectionneur :  |    |                |     |     |
| Rob Page         |    |                |     |     |

| Assistants : Radu Ghinguleac Sebastian Gheorghe Quatrième arbitre : Orel Grinfeld Homme du match : Federico Chiesa |

### Huitième de finale

#### Italie - Autriche
| Match 38           | Italie                                            | 2 - 1 a. p.           | Autriche                 | Stade de Wembley, Londres                                                      |                                                                                |
| 26 juin 2021 21h00 | ( Spinazzola) Chiesa 95e · ( Acerbi) Pessina 105e | (0 - 0, 0 - 0, 2 - 0) | 114e Kalajdžić (Schaub ) | Spectateurs : 18 910 Arbitrage : Anthony Taylor Arbitre vidéo : Stuart Attwell | Spectateurs : 18 910 Arbitrage : Anthony Taylor Arbitre vidéo : Stuart Attwell |
| 26 juin 2021 21h00 | Rapport                                           |                       |                          | Spectateurs : 18 910 Arbitrage : Anthony Taylor Arbitre vidéo : Stuart Attwell | Spectateurs : 18 910 Arbitrage : Anthony Taylor Arbitre vidéo : Stuart Attwell |

| Italie | Autriche |

| ITALIE :        |    |                      |     |      |
|                 |    |                      |     |      |
| Gardien de but  | 21 | Gianluigi Donnarumma |     |      |
|                 | 4  | Leonardo Spinazzola  |     |      |
|                 | 15 | Francesco Acerbi     |     |      |
|                 | 19 | Leonardo Bonucci     |     |      |
|                 | 2  | Giovanni Di Lorenzo  | 50e |      |
|                 | 6  | Marco Verratti       |     | 67e  |
|                 | 8  | Jorginho             |     |      |
|                 | 18 | Nicolò Barella       | 51e | 67e  |
|                 | 10 | Lorenzo Insigne      |     | 108e |
|                 | 17 | Ciro Immobile        |     | 84e  |
|                 | 11 | Domenico Berardi     |     | 84e  |
| Remplaçants :   |    |                      |     |      |
|                 | 12 | Matteo Pessina       |     | 67e  |
|                 | 5  | Manuel Locatelli     |     | 67e  |
|                 | 9  | Andrea Belotti       |     | 84e  |
|                 | 14 | Federico Chiesa      |     | 84e  |
|                 | 16 | Bryan Cristante      |     | 108e |
| Sélectionneur : |    |                      |     |      |
| Roberto Mancini |    |                      |     |      |

| AUTRICHE :      |    |                       |        |      |
|                 |    |                       |        |      |
| Gardien de but  | 23 | Daniel Bachmann       |        |      |
|                 | 8  | David Alaba           |        |      |
|                 | 3  | Aleksandar Dragović   | 120+1e |      |
|                 | 4  | Martin Hinteregger    | 103e   |      |
|                 | 21 | Stefan Lainer         |        | 114e |
|                 | 10 | Florian Grillitsch    |        | 106e |
|                 | 23 | Xaver Schlager        |        | 106e |
|                 | 19 | Christoph Baumgartner |        | 90e  |
|                 | 9  | Marcel Sabitzer       |        |      |
|                 | 24 | Konrad Laimer         |        | 114e |
|                 | 7  | Marko Arnautović      | 2e     | 97e  |
| Remplaçants :   |    |                       |        |      |
|                 | 18 | Alessandro Schöpf     |        | 90e  |
|                 | 25 | Saša Kalajdžić        |        | 97e  |
|                 | 10 | Louis Schaub          |        | 106e |
|                 | 11 | Michael Gregoritsch   |        | 106e |
|                 | 6  | Stefan Ilsanker       |        | 114e |
|                 | 16 | Christopher Trimmel   |        | 114e |
| Sélectionneur : |    |                       |        |      |
| Franco Foda     |    |                       |        |      |

| Assistants : Gary Beswick Adam Nunn Quatrième arbitre : Sandro Schärer (en) Homme du match : Leonardo Spinazzola |

### Quart de finale

#### Belgique - Italie
| Match 46                  | Belgique            | 1 - 2   | Italie                                | Allianz Arena, Munich                                                          |                                                                                |
| 2 juillet 2021 21h00 CEST | Lukaku 45+2e (pen.) | (1 - 2) | 31e Barella (Verratti ) · 44e Insigne | Spectateurs : 12 984 Arbitrage : Slavko Vinčić Arbitre vidéo : Bastian Dankert | Spectateurs : 12 984 Arbitrage : Slavko Vinčić Arbitre vidéo : Bastian Dankert |
| 2 juillet 2021 21h00 CEST | Rapport             |         |                                       | Spectateurs : 12 984 Arbitrage : Slavko Vinčić Arbitre vidéo : Bastian Dankert | Spectateurs : 12 984 Arbitrage : Slavko Vinčić Arbitre vidéo : Bastian Dankert |

| Belgique | Italie |

| BELGIQUE :       |    |                   |     |     |     |
|                  |    |                   |     |     |     |
| Gardien de but   | 1  | Thibaut Courtois  |     |     |     |
|                  | 5  | Jan Vertonghen    |     |     |     |
|                  | 3  | Thomas Vermaelen  |     |     |     |
|                  | 2  | Toby Alderweireld |     |     |     |
|                  | 16 | Thorgan Hazard    |     |     |     |
|                  | 8  | Youri Tielemans   | 21e | 69e |     |
|                  | 6  | Axel Witsel       |     |     |     |
|                  | 15 | Thomas Meunier    |     | 69e |     |
|                  | 25 | Jérémy Doku       |     |     |     |
|                  | 7  | Kevin De Bruyne   |     |     |     |
|                  | 9  | Romelu Lukaku     |     |     |     |
| Remplaçants :    |    |                   |     |     |     |
|                  | 14 | Dries Mertens     |     |     | 69e |
|                  | 22 | Nacer Chadli      |     | 73e | 69e |
|                  | 26 | Dennis Praet      |     |     | 73e |
| Sélectionneur :  |    |                   |     |     |     |
| Roberto Martínez |    |                   |     |     |     |

| ITALIE :        |    |                      |     |       |
|                 |    |                      |     |       |
| Gardien de but  | 21 | Gianluigi Donnarumma |     |       |
|                 | 4  | Leonardo Spinazzola  |     | 79e   |
|                 | 3  | Giorgio Chiellini    |     |       |
|                 | 19 | Leonardo Bonucci     |     |       |
|                 | 2  | Giovanni Di Lorenzo  |     |       |
|                 | 6  | Marco Verratti       | 20e | 74e   |
|                 | 8  | Jorginho             |     |       |
|                 | 18 | Nicolò Barella       |     |       |
|                 | 10 | Lorenzo Insigne      |     | 79e   |
|                 | 17 | Ciro Immobile        |     | 74e   |
|                 | 14 | Federico Chiesa      |     | 90+1e |
| Remplaçants :   |    |                      |     |       |
|                 | 16 | Bryan Cristante      |     | 74e   |
|                 | 9  | Andrea Belotti       |     | 74e   |
|                 | 11 | Domenico Berardi     | 90e | 79e   |
|                 | 13 | Emerson              |     | 79e   |
|                 | 25 | Rafael Tolói         |     | 90+1e |
| Sélectionneur : |    |                      |     |       |
| Roberto Mancini |    |                      |     |       |

| Assistants : Tomaž Klančnik Andraž Kovačič Quatrième arbitre : Fernando Rapallini Homme du match : Lorenzo Insigne |

### Demi-finale

#### Italie - Espagne
| Match 49                  | Italie                                                  | 1 - 1 a. p.           | Espagne                         | Stade de Wembley, Londres                                                     |                                                                               |
| 6 juillet 2021 21h00 CEST | Chiesa 60e                                              | (0 - 0, 1 - 1, 1 - 1) | 80e Morata (Olmo )              | Spectateurs : 57 811 Arbitrage : Felix Brych Arbitre vidéo : Marco Fritz (en) | Spectateurs : 57 811 Arbitrage : Felix Brych Arbitre vidéo : Marco Fritz (en) |
| 6 juillet 2021 21h00 CEST | Rapport                                                 |                       |                                 | Spectateurs : 57 811 Arbitrage : Felix Brych Arbitre vidéo : Marco Fritz (en) | Spectateurs : 57 811 Arbitrage : Felix Brych Arbitre vidéo : Marco Fritz (en) |
| 6 juillet 2021 21h00 CEST | Locatelli · Belotti · Bonucci · Bernardeschi · Jorginho | Tirs au but 4 - 2     | Olmo · Gerard · Thiago · Morata | Spectateurs : 57 811 Arbitrage : Felix Brych Arbitre vidéo : Marco Fritz (en) | Spectateurs : 57 811 Arbitrage : Felix Brych Arbitre vidéo : Marco Fritz (en) |

| Italie | Espagne |

| ITALIE :        |    |                       |      |      |
|                 |    |                       |      |      |
| Gardien de but  | 21 | Gianluigi Donnarumma  |      |      |
|                 | 13 | Emerson               |      | 74e  |
|                 | 3  | Giorgio Chiellini     |      |      |
|                 | 19 | Leonardo Bonucci      | 118e |      |
|                 | 2  | Giovanni Di Lorenzo   |      |      |
|                 | 6  | Marco Verratti        |      | 74e  |
|                 | 8  | Jorginho              |      |      |
|                 | 18 | Nicolò Barella        |      | 85e  |
|                 | 10 | Lorenzo Insigne       |      | 85e  |
|                 | 17 | Ciro Immobile         |      | 61e  |
|                 | 14 | Federico Chiesa       |      | 107e |
| Remplaçants :   |    |                       |      |      |
|                 | 11 | Domenico Berardi      |      | 61e  |
|                 | 25 | Rafael Tolói          | 98e  | 74e  |
|                 | 12 | Matteo Pessina        |      | 74e  |
|                 | 5  | Manuel Locatelli      |      | 85e  |
|                 | 9  | Andrea Belotti        |      | 85e  |
|                 | 20 | Federico Bernardeschi |      | 107e |
| Sélectionneur : |    |                       |      |      |
| Roberto Mancini |    |                       |      |      |

| ESPAGNE :       |    |                   |     |      |
|                 |    |                   |     |      |
| Gardien de but  | 23 | Unai Simón        |     |      |
|                 | 18 | Jordi Alba        |     |      |
|                 | 24 | Aymeric Laporte   |     |      |
|                 | 12 | Eric García       |     | 109e |
|                 | 2  | César Azpilicueta |     | 85e  |
|                 | 26 | Pedri             |     |      |
|                 | 5  | Sergio Busquets   | 51e | 106e |
|                 | 8  | Koke              |     | 70e  |
|                 | 19 | Dani Olmo         |     |      |
|                 | 11 | Ferran Torres     |     | 62e  |
|                 | 21 | Mikel Oyarzabal   |     | 70e  |
| Remplaçants :   |    |                   |     |      |
|                 | 7  | Álvaro Morata     |     | 62e  |
|                 | 9  | Gerard Moreno     |     | 70e  |
|                 | 16 | Rodri             |     | 70e  |
|                 | 6  | Marcos Llorente   |     | 85e  |
|                 | 10 | Thiago Alcántara  |     | 106e |
|                 | 4  | Pau Torres        |     | 109e |
| Sélectionneur : |    |                   |     |      |
| Luis Enrique    |    |                   |     |      |

| Assistants : Mark Borsch Stefan Lupp Quatrième arbitre : Sergei Karasev Homme du match : Federico Chiesa |

### Finale

#### Italie - Angleterre
| Match 51                   | Italie                                                | 1 - 1 a. p.           | Angleterre                                | Stade de Wembley, Londres                                                           |                                                                                     |
| 11 juillet 2021 21h00 CEST | ( Verratti) Bonucci 67e                               | (0 - 1, 1 - 1, 1 - 1) | 2e Shaw (Trippier )                       | Spectateurs : 67 173 Arbitrage : Björn Kuipers Arbitre vidéo : Bastian Dankert (en) | Spectateurs : 67 173 Arbitrage : Björn Kuipers Arbitre vidéo : Bastian Dankert (en) |
| 11 juillet 2021 21h00 CEST | Rapport                                               |                       |                                           | Spectateurs : 67 173 Arbitrage : Björn Kuipers Arbitre vidéo : Bastian Dankert (en) | Spectateurs : 67 173 Arbitrage : Björn Kuipers Arbitre vidéo : Bastian Dankert (en) |
| 11 juillet 2021 21h00 CEST | Berardi · Belotti · Bonucci · Bernardeschi · Jorginho | Tirs au but 3 - 2     | Kane · Maguire · Rashford · Sancho · Saka | Spectateurs : 67 173 Arbitrage : Björn Kuipers Arbitre vidéo : Bastian Dankert (en) | Spectateurs : 67 173 Arbitrage : Björn Kuipers Arbitre vidéo : Bastian Dankert (en) |

| Italie | Angleterre |

| ITALIE :        |    |                       |       |       |
|                 |    |                       |       |       |
| Gardien de but  | 21 | Gianluigi Donnarumma  |       |       |
|                 | 13 | Emerson               |       | 118e  |
|                 | 3  | Giorgio Chiellini     | 90+6e |       |
|                 | 19 | Leonardo Bonucci      | 55e   |       |
|                 | 2  | Giovanni Di Lorenzo   |       |       |
|                 | 6  | Marco Verratti        |       | 96e   |
|                 | 8  | Jorginho              | 114e  |       |
|                 | 18 | Nicolò Barella        | 47e   | 54e   |
|                 | 10 | Lorenzo Insigne       | 84e   | 91e   |
|                 | 17 | Ciro Immobile         |       | 55e   |
|                 | 14 | Federico Chiesa       |       | 86e   |
| Remplaçants :   |    |                       |       |       |
|                 | 16 | Bryan Cristante       |       | 54e   |
|                 | 11 | Domenico Berardi      |       | 55e   |
|                 | 20 | Federico Bernardeschi |       | 86e   |
|                 | 9  | Andrea Belotti        |       | 90+1e |
|                 | 5  | Manuel Locatelli      |       | 96e   |
|                 | 24 | Alessandro Florenzi   |       | 118e  |
| Sélectionneur : |    |                       |       |       |
| Roberto Mancini |    |                       |       |       |

| ANGLETERRE :     |    |                  |      |      |      |
|                  |    |                  |      |      |      |
| Gardien de but   | 1  | Jordan Pickford  |      |      |      |
|                  | 6  | Harry Maguire    | 106e |      |      |
|                  | 5  | John Stones      |      |      |      |
|                  | 2  | Kyle Walker      |      | 120e |      |
|                  | 3  | Luke Shaw        |      |      |      |
|                  | 4  | Declan Rice      |      | 74e  |      |
|                  | 14 | Kalvin Phillips  |      |      |      |
|                  | 12 | Kieran Trippier  |      | 71e  |      |
|                  | 10 | Raheem Sterling  |      |      |      |
|                  | 19 | Mason Mount      |      | 99e  |      |
|                  | 9  | Harry Kane       |      |      |      |
| Remplaçants :    |    |                  |      |      |      |
|                  | 25 | Bukayo Saka      |      | 71e  |      |
|                  | 8  | Jordan Henderson |      | 74e  | 120e |
|                  | 7  | Jack Grealish    |      | 99e  |      |
|                  | 11 | Marcus Rashford  |      | 120e |      |
|                  | 17 | Jadon Sancho     |      | 120e |      |
| Sélectionneur :  |    |                  |      |      |      |
| Gareth Southgate |    |                  |      |      |      |

| Assistants : Sander van Roekel Erwin Zeinstra Quatrième arbitre : Carlos del Cerro Grande Homme du match : Leonardo Bonucci |

## Statistiques

### Temps de jeu
| Joueur                |          |          |          |          |          |          |          | TT       | But inscrit | Passe décisive | MJ       | MT       | Légende |
| --------------------- | -------- | -------- | -------- | -------- | -------- | -------- | -------- | -------- | ----------- | -------------- | -------- | -------- | --- |
| Gardiens              | Gardiens | Gardiens | Gardiens | Gardiens | Gardiens | Gardiens | Gardiens | Gardiens | Gardiens    | Gardiens       | Gardiens | Gardiens | Abréviations et symboles : TT : Total de minutes jouées MJ : Nombre de matchs joués MT : Matchs joués en tant que titulaire : but : passe décisive : joueur entré : joueur remplacé : capitaine : carton jaune : carton rouge |
| Salvatore Sirigu      |          |          | 1        |          |          |          |          | 1        |             |                | 1        |          | Abréviations et symboles : TT : Total de minutes jouées MJ : Nombre de matchs joués MT : Matchs joués en tant que titulaire : but : passe décisive : joueur entré : joueur remplacé : capitaine : carton jaune : carton rouge |
| Gianluigi Donnarumma  | 90       | 90       | 89       | 120      | 90       | 120      | 120      | 719      |             |                | 7        | 7        | Abréviations et symboles : TT : Total de minutes jouées MJ : Nombre de matchs joués MT : Matchs joués en tant que titulaire : but : passe décisive : joueur entré : joueur remplacé : capitaine : carton jaune : carton rouge |
| Alex Meret            |          |          |          |          |          |          |          | 0        |             |                |          |          | Abréviations et symboles : TT : Total de minutes jouées MJ : Nombre de matchs joués MT : Matchs joués en tant que titulaire : but : passe décisive : joueur entré : joueur remplacé : capitaine : carton jaune : carton rouge |
| Défenseurs            |          |          |          |          |          |          |          |          |             |                |          |          | Abréviations et symboles : TT : Total de minutes jouées MJ : Nombre de matchs joués MT : Matchs joués en tant que titulaire : but : passe décisive : joueur entré : joueur remplacé : capitaine : carton jaune : carton rouge |
| Giovanni Di Lorenzo   | 44       | 90       |          | 120      | 90       | 120      | 120      | 584      |             |                | 6        | 5        | Abréviations et symboles : TT : Total de minutes jouées MJ : Nombre de matchs joués MT : Matchs joués en tant que titulaire : but : passe décisive : joueur entré : joueur remplacé : capitaine : carton jaune : carton rouge |
| Giorgio Chiellini     | 90       | 24       |          |          | 90       | 120      | 120      | 444      |             |                | 5        | 5        | Abréviations et symboles : TT : Total de minutes jouées MJ : Nombre de matchs joués MT : Matchs joués en tant que titulaire : but : passe décisive : joueur entré : joueur remplacé : capitaine : carton jaune : carton rouge |
| Leonardo Spinazzola   | 90       | 90       |          | 120      | 79       |          |          | 379      |             | 2              | 4        | 4        | Abréviations et symboles : TT : Total de minutes jouées MJ : Nombre de matchs joués MT : Matchs joués en tant que titulaire : but : passe décisive : joueur entré : joueur remplacé : capitaine : carton jaune : carton rouge |
| Emerson               |          |          | 90       |          | 11       | 74       | 118      | 293      |             |                | 4        | 3        | Abréviations et symboles : TT : Total de minutes jouées MJ : Nombre de matchs joués MT : Matchs joués en tant que titulaire : but : passe décisive : joueur entré : joueur remplacé : capitaine : carton jaune : carton rouge |
| Francesco Acerbi      |          | 66       | 44       | 120      |          |          |          | 230      |             | 1              | 3        | 1        | Abréviations et symboles : TT : Total de minutes jouées MJ : Nombre de matchs joués MT : Matchs joués en tant que titulaire : but : passe décisive : joueur entré : joueur remplacé : capitaine : carton jaune : carton rouge |
| Leonardo Bonucci      | 90       | 90       | 46       | 120      | 90       | 120      | 120      | 676      | 1           |                | 7        | 7        | Abréviations et symboles : TT : Total de minutes jouées MJ : Nombre de matchs joués MT : Matchs joués en tant que titulaire : but : passe décisive : joueur entré : joueur remplacé : capitaine : carton jaune : carton rouge |
| Alessandro Bastoni    |          |          | 90       |          |          |          |          | 90       |             |                | 1        | 1        | Abréviations et symboles : TT : Total de minutes jouées MJ : Nombre de matchs joués MT : Matchs joués en tant que titulaire : but : passe décisive : joueur entré : joueur remplacé : capitaine : carton jaune : carton rouge |
| Alessandro Florenzi   | 46       |          |          |          |          |          | 2        | 48       |             |                | 2        | 1        | Abréviations et symboles : TT : Total de minutes jouées MJ : Nombre de matchs joués MT : Matchs joués en tant que titulaire : but : passe décisive : joueur entré : joueur remplacé : capitaine : carton jaune : carton rouge |
| Rafael Tolói          |          | 20       | 90       |          | 1        | 46       |          | 157      |             | 1              | 4        | 1        | Abréviations et symboles : TT : Total de minutes jouées MJ : Nombre de matchs joués MT : Matchs joués en tant que titulaire : but : passe décisive : joueur entré : joueur remplacé : capitaine : carton jaune : carton rouge |
| Milieux               |          |          |          |          |          |          |          |          |             |                |          |          | Abréviations et symboles : TT : Total de minutes jouées MJ : Nombre de matchs joués MT : Matchs joués en tant que titulaire : but : passe décisive : joueur entré : joueur remplacé : capitaine : carton jaune : carton rouge |
| Manuel Locatelli      | 74       | 86       |          | 53       |          | 35       | 24       | 272      | 2           |                | 4        | 2        | Abréviations et symboles : TT : Total de minutes jouées MJ : Nombre de matchs joués MT : Matchs joués en tant que titulaire : but : passe décisive : joueur entré : joueur remplacé : capitaine : carton jaune : carton rouge |
| Marco Verratti        |          |          | 90       | 67       | 74       | 74       | 96       | 401      |             | 3              | 5        | 5        | Abréviations et symboles : TT : Total de minutes jouées MJ : Nombre de matchs joués MT : Matchs joués en tant que titulaire : but : passe décisive : joueur entré : joueur remplacé : capitaine : carton jaune : carton rouge |
| Gaetano Castrovilli   |          |          | 3        |          |          |          |          | 3        |             |                | 1        |          | Abréviations et symboles : TT : Total de minutes jouées MJ : Nombre de matchs joués MT : Matchs joués en tant que titulaire : but : passe décisive : joueur entré : joueur remplacé : capitaine : carton jaune : carton rouge |
| Jorginho              | 90       | 90       | 75       | 120      | 90       | 120      | 120      | 705      |             |                | 7        | 7        | Abréviations et symboles : TT : Total de minutes jouées MJ : Nombre de matchs joués MT : Matchs joués en tant que titulaire : but : passe décisive : joueur entré : joueur remplacé : capitaine : carton jaune : carton rouge |
| Matteo Pessina        |          | 4        | 87       | 53       |          | 46       |          | 190      | 2           |                | 4        | 1        | Abréviations et symboles : TT : Total de minutes jouées MJ : Nombre de matchs joués MT : Matchs joués en tant que titulaire : but : passe décisive : joueur entré : joueur remplacé : capitaine : carton jaune : carton rouge |
| Federico Chiesa       | 9        | 21       | 90       | 36       | 90+1     | 107      | 86       | 440      | 2           |                | 7        | 4        | Abréviations et symboles : TT : Total de minutes jouées MJ : Nombre de matchs joués MT : Matchs joués en tant que titulaire : but : passe décisive : joueur entré : joueur remplacé : capitaine : carton jaune : carton rouge |
| Bryan Cristante       | 16       | 3        | 15       | 12       | 16       |          | 66       | 128      |             |                | 6        |          | Abréviations et symboles : TT : Total de minutes jouées MJ : Nombre de matchs joués MT : Matchs joués en tant que titulaire : but : passe décisive : joueur entré : joueur remplacé : capitaine : carton jaune : carton rouge |
| Nicolò Barella        | 90       | 87       |          | 67       | 90       | 85       | 54       | 473      | 1           | 1              | 6        | 6        | Abréviations et symboles : TT : Total de minutes jouées MJ : Nombre de matchs joués MT : Matchs joués en tant que titulaire : but : passe décisive : joueur entré : joueur remplacé : capitaine : carton jaune : carton rouge |
| Federico Bernardeschi | 5        |          | 75       |          |          | 13       | 34       | 127      |             |                | 4        | 1        | Abréviations et symboles : TT : Total de minutes jouées MJ : Nombre de matchs joués MT : Matchs joués en tant que titulaire : but : passe décisive : joueur entré : joueur remplacé : capitaine : carton jaune : carton rouge |
| Attaquants            |          |          |          |          |          |          |          |          |             |                |          |          | Abréviations et symboles : TT : Total de minutes jouées MJ : Nombre de matchs joués MT : Matchs joués en tant que titulaire : but : passe décisive : joueur entré : joueur remplacé : capitaine : carton jaune : carton rouge |
| Andrea Belotti        | 9        |          | 90       | 36       | 19       | 35       | 29       | 218      |             |                | 6        | 1        | Abréviations et symboles : TT : Total de minutes jouées MJ : Nombre de matchs joués MT : Matchs joués en tant que titulaire : but : passe décisive : joueur entré : joueur remplacé : capitaine : carton jaune : carton rouge |
| Lorenzo Insigne       | 81       | 69       |          | 108      | 79       | 85       | 91       | 513      | 2           |                | 6        | 6        | Abréviations et symboles : TT : Total de minutes jouées MJ : Nombre de matchs joués MT : Matchs joués en tant que titulaire : but : passe décisive : joueur entré : joueur remplacé : capitaine : carton jaune : carton rouge |
| Domenico Berardi      | 85       | 70       |          | 84       | 11       | 59       | 65       | 374      |             | 2              | 6        | 3        | Abréviations et symboles : TT : Total de minutes jouées MJ : Nombre de matchs joués MT : Matchs joués en tant que titulaire : but : passe décisive : joueur entré : joueur remplacé : capitaine : carton jaune : carton rouge |
| Ciro Immobile         | 81       | 90       |          | 84       | 74       | 61       | 55       | 445      | 2           | 1              | 6        | 6        | Abréviations et symboles : TT : Total de minutes jouées MJ : Nombre de matchs joués MT : Matchs joués en tant que titulaire : but : passe décisive : joueur entré : joueur remplacé : capitaine : carton jaune : carton rouge |
| Giacomo Raspadori     |          |          | 15       |          |          |          |          | 15       |             |                | 1        |          | Abréviations et symboles : TT : Total de minutes jouées MJ : Nombre de matchs joués MT : Matchs joués en tant que titulaire : but : passe décisive : joueur entré : joueur remplacé : capitaine : carton jaune : carton rouge |

| Buts | Joueurs          | Adversaires              |
| ---- | ---------------- | ------------------------ |
| 2    | Ciro Immobile    | Turquie, Suisse          |
| 2    | Manuel Locatelli | Suisse                   |
| 2    | Matteo Pessina   | Pays de Galles, Autriche |
| 2    | Lorenzo Insigne  | Turquie, Belgique        |
| 2    | Federico Chiesa  | Autriche, Espagne        |
| 1    | Nicolò Barella   | Belgique                 |
| 1    | Leonardo Bonucci | Angleterre               |

| Passes | Joueurs             | Adversaires                          |
| ------ | ------------------- | ------------------------------------ |
| 3      | Marco Verratti      | Pays de Galles, Belgique, Angleterre |
| 2      | Domenico Berardi    | Turquie, Suisse                      |
| 2      | Leonardo Spinazzola | Turquie, Autriche                    |
| 1      | Nicolò Barella      | Suisse                               |
| 1      | Rafael Tolói        | Suisse                               |
| 1      | Ciro Immobile       | Turquie                              |
| 1      | Francesco Acerbi    | Autriche                             |